# Khampheng Sayavutthi
Khampheng Sayavutthi (Vientián, 19 de julio de 1986) es un futbolista de Laos que juega como delantero. Su equipo actual es el Lanexang United FC de la Liga Premier de Laos
Es conocido por participar en el FIFA mundial de fútbol de 2014 y en el mismo hacerle un gol de penal a odi.

## Trayectoria
Sayavutthi iba a debutar el año 2009 para el MCTPC de la liga de su país, pero como se canceló el torneo por motivo de los preparativos para los Juegos del Sudeste Asiático, recién debutó el año siguiente. Tras una buena temporada 2010, en enero de 2011 fichó por el Khonkaen FC tailandés.
En enero de 2013, fue contratado por el Ang Thong de la liga regional sureste de Tailandia.

## Selección nacional
Fue convocado en el año 2010 para jugar los partidos de la Copa AFF Suzuki.
El 3 de julio del 2011 anotó su primer gol con la selección absoluta. Su víctima fue la Selección de Camboya; en un partido válido para la Clasificación al Mundial Brasil 2014. Khampheng marcó el 2-0 a los 34', mediante un golpe de cabeza que batió al arquero Ouk Mic.
Ha jugado por su selección en la edición clasificatoria a la Copa Mundial del 2014, además de otros partidos, como de la Copa AFF Suzuki.
Ha jugado 23 partidos internacionales y ha marcado 6 goles.

## Clubes
| Club         | País      | Año         |
| ------------ | --------- | ----------- |
| MCTPC        | Laos      | 2010        |
| Khonkaen FC  | Tailandia | 2011 - 2012 |
| Ang Thong FC | Tailandia | 2013 -      |